# Semaeomyia oculata
Semaeomyia oculata är en stekelart som först beskrevs av Gyöö Viktor Szépligeti 1903.  Semaeomyia oculata ingår i släktet Semaeomyia och familjen hungersteklar. Inga underarter finns listade i Catalogue of Life.